# ویملبورگ
ویملبورگ (به آلمانی: Wimmelburg) یک شهر در آلمان است که در مانسفلد-زودهارتس واقع شده‌است. ویملبورگ ۱٬۲۳۴ نفر جمعیت دارد.